# برنساید (شیکاگو)
برنساید (به انگلیسی: Burnside) یک منطقهٔ مسکونی در ایالات متحده آمریکا است که در شهرستان کوک (ایلینوی) واقع شده‌است. برنساید ۱٫۶۱ کیلومتر مربع مساحت و ۲٬۲۵۴ نفر جمعیت دارد.